# Lime Light
Le Lime Light est une discothèque légendaire de Montréal, située au 1254 Rue Stanley. Son concept a servi de référence en matière de décor, style musical et d'ambiance luminaire pour les établissements du genre en Amérique du nord dans les années 1973 à 1980, et a permis de définir un style de composition et de mixage musical qui persiste à ce jour.

## Histoire
Fondé le 7 septembre 1973 par Yvon Lafrance et François Mireault , le Lime Light fut une discothèque populaire à Montréal durant les années 1970. Bon nombre d'artistes internationaux (James Brown, Gloria Gaynor, The Trammps, Grace Jones, Boule Noire, David Bowie, Rick James, Van McCoy, y performèrent avec DJ Robert Ouimet et DJ Gil Riberdy aux tables tournantes.
Le Lime Light fut rouvert en 1997 par Dany K Kouri, Marc-André Desautels, Roger Desautels et a fait revivre les belles années du disco avec le Boogie Wonderband, Martin Steevens et Grace Jones. Le deuxième était consacrée au House music et au techno music. Le Lime Light fut un grand succès de 1997 à 2001.

## Funkytown
Dans le film de Daniel Roby Funkytown (sorti en 2011), le Lime Light est nommé le Starlight.